# Сармьенто (Чубут)
Сармьенто (исп. Sarmiento) — город и муниципалитет в департаменте Сармьенто провинции Чубут (Аргентина), административный центр департамента.

## История
В 1897 году инженер Франчиско Пьетробелли основал в этих местах переселенческую колонию под названием «Колония-Сармьенто». Сначала здесь поселились валлийцы, затем в начале XX века прибыли переселенцы с территории современной Литвы, а в 1903 году, после англо-бурской войны, сюда из Южной Африки переехало большое количество африканеров, в результате чего очень долгое время самым распространённым языком в городе был не испанский, а африкаанс.